# Sol (römische Mythologie)

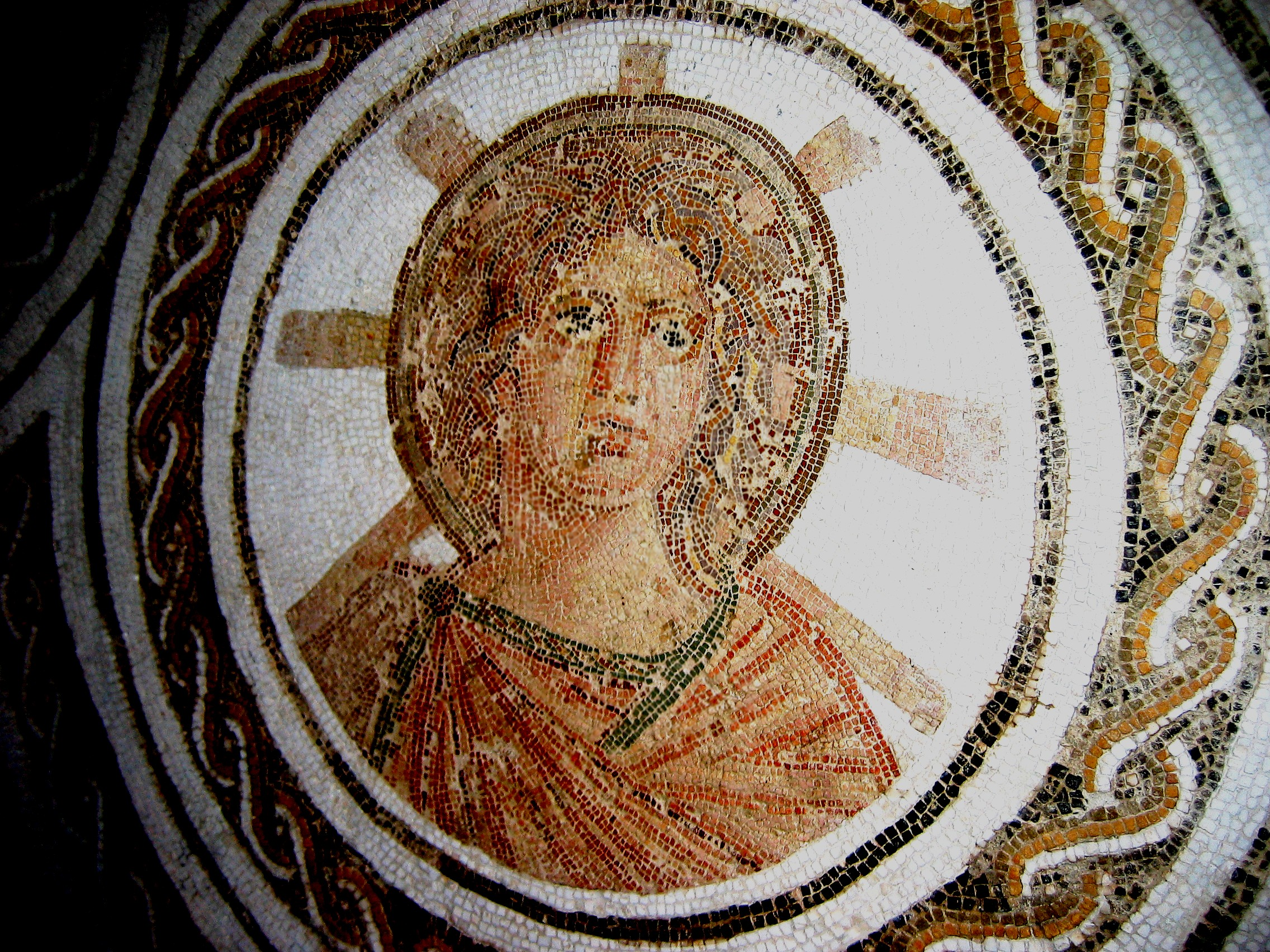
Apollon-Sol mit siebenstrahliger Gloriole des Helios, römisches Bodenmosaik, Tunesien, spätes 2. Jahrhundert

Sol (lateinisch sol „Sonne“) ist der Sonnengott der antiken römischen Mythologie. Bekannt ist er vor allem in seiner seit dem 2. Jahrhundert n. Chr. gebräuchlichen Erscheinungsform als Sol invictus (lateinisch; „unbesiegter Sonnengott“, oft weniger treffend übersetzt als „unbesiegbarer Sonnengott“). Sol entspricht zwar dem griechischen Helios, mit dem er auch ikonographisch Übereinstimmungen zeigt, aber er wurde nicht aus der griechischen Religion übernommen, sondern ist einheimischen Ursprungs.

## Republikanische Zeit

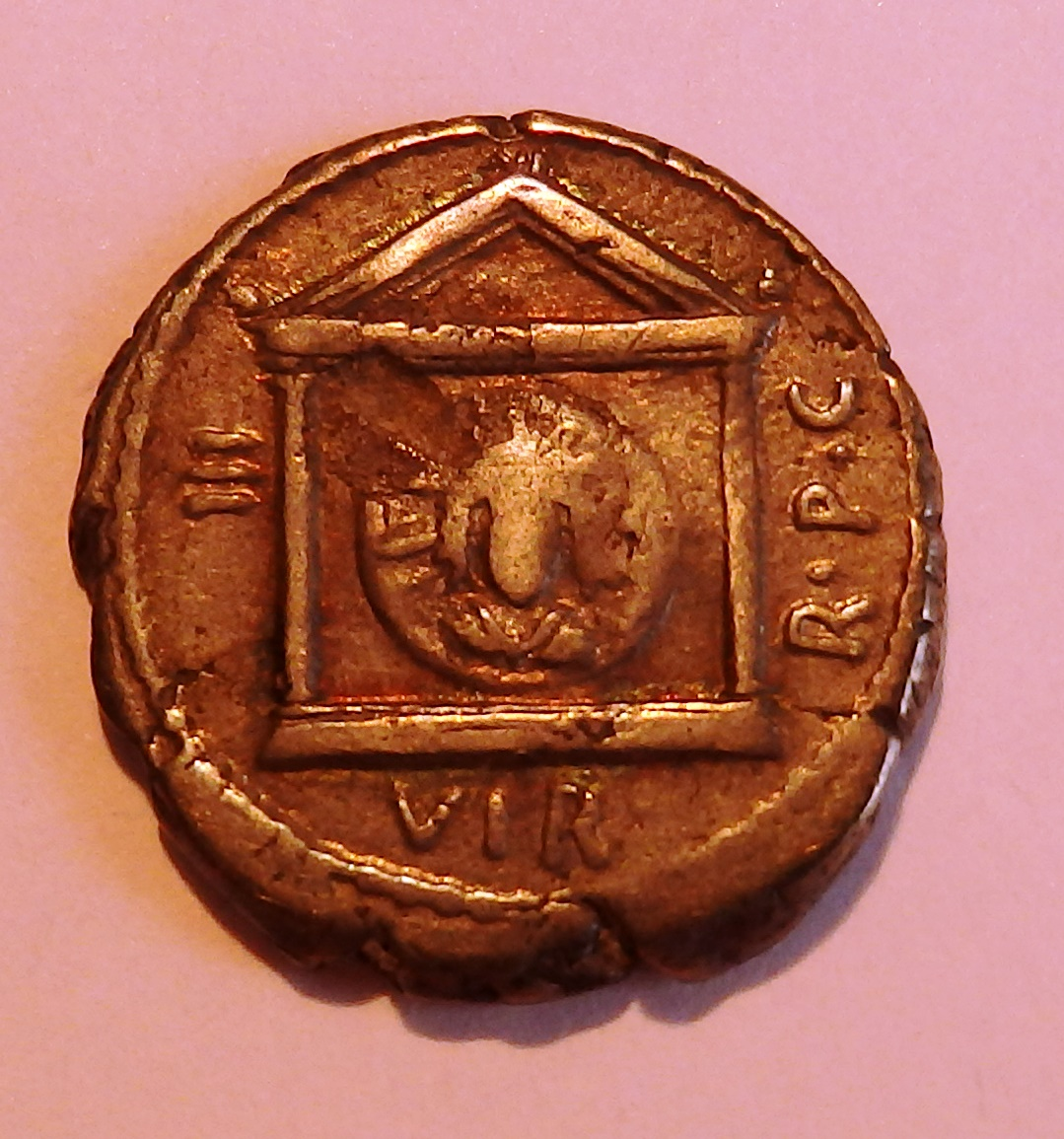
Sol-Schrein auf römischem Denar des Marcus Antonius, 42 v. Chr.

In Rom bestand schon in republikanischer Zeit ein anscheinend sehr alter Sonnenkult, der angeblich auf die Zeit der Stadtgründung durch Romulus zurückging und von dem sagenhaften Sabinerkönig Titus Tatius eingeführt worden war. Der altrömische Sonnengott wurde Sol Indiges („einheimischer Sol“) genannt und zusammen mit der Mondgottheit Luna verehrt; die beiden waren eng verbunden und hatten im Circus Maximus einen gemeinsamen Tempel, wo ihr gemeinsamer Festtag am 28. August begangen wurde. Daneben hatte Sol Indiges einen eigenen Tempel auf dem Quirinal, wo ihm am 8. und 9. August gehuldigt wurde. Er gehörte seiner Beliebtheit nach zu den Gottheiten geringeren Ranges. In Göttermythen kommt Sol kaum vor; auch Helios tritt in der griechischen Mythologie selten als Persönlichkeit hervor (eigentlich nur im Phaethonmythos). Erst seit der Endphase der römischen Republik nahm die Popularität des Sonnengottes zu. Rainer Albert vermutet, dass Marcus Antonius den Solkult auf einer seiner Münzen propagierte und damit auf den von ihm beherrschten Osten verwies, wo der Solkult im Gegensatz zu Rom bereits verbreitet war.

## Frühe Kaiserzeit

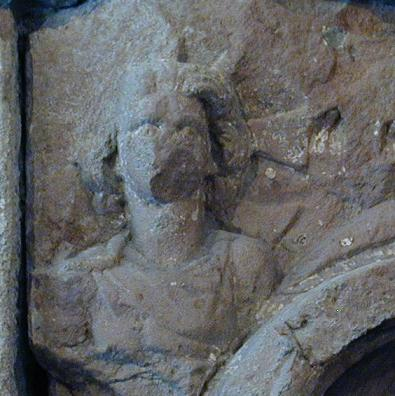
Sol invictus Mithras im Mithrasrelief von Heidelberg-Neuenheim, 2. Jahrhundert, Badisches Landesmuseum

Die Sonne bringt mit ihrem Licht alles an den Tag, und so bleibt dem Sonnengott nichts verborgen. Helios ist „allerschauend“, daher allwissend und Zeuge von Freveltaten. Diese Eigenschaft zeichnete auch Sol aus, und so erhielt er im 1. Jahrhundert n. Chr. eine neue und sehr wichtige Aufgabe, nämlich den Kaiser vor Gefahren zu schützen. Die Aufdeckung der Pisonischen Verschwörung gegen Kaiser Nero wurde auf die Hilfe des Sol zurückgeführt, der dafür ein besonderes Dankopfer erhielt. Kaiser Vespasian weihte dem Gott 75 n. Chr. eine riesige Statue. So entwickelte sich Sol zum Schutzgott der Herrscher. Unter Trajan und Hadrian erschien er auf Kaisermünzen. Die Bezeichnung Sol invictus ist für ihn inschriftlich erstmals 158 auf einem Altar bezeugt (Soli invicto deo). Ab dem 2. Jahrhundert kam sie als Beiname des Mithras – Sol invictus Mithras – vor.

## Westlicher und östlicher Sonnenkult

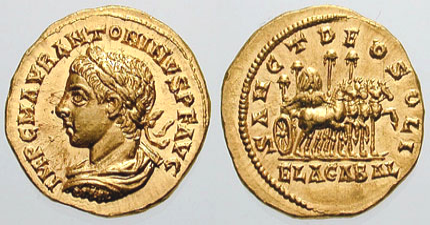
Aureus des Kaisers Marcus Aurelius Antoninus (genannt Elagabal) mit dem heiligen Stein des gleichnamigen Gottes Elagabal auf einem Triumphwagen. Inschrift der Vorderseite: IMP C M AVR ANTONINVS P F AVG. Rückseite: SANCT DEO SOLI ELAGABAL („dem heiligen Sonnengott Elagabal“).

Unabhängig vom römischen Sol und griechischen Helios gab es in Syrien in der Stadt Emesa einen uralten einheimischen Kult des Sonnengottes Elagabal, dem die örtliche Bevölkerung anscheinend leidenschaftlich ergeben war. Die Kaiserin Julia Domna, die Gemahlin des Kaisers Septimius Severus (193–211) und Mutter seines Nachfolgers Caracalla (211–217), war Tochter eines Elagabal-Priesters von Emesa. Unter den Kaisern aus der Dynastie der Severer nahm die Verehrung des Sol invictus zu; Septimius Severus ließ sich und seine Frau auf Münzen mit den Attributen von Sonne (Strahlenkrone) und Mond (Mondsichel) darstellen und verwendete auch für seine beiden Söhne Caracalla und Geta, deren Herrschaftsnachfolge er plante, Sonnensymbolik. Die Assoziation mit der Sonne zielte vor allem auf den Aspekt der Ewigkeit (aeternitas) des Gestirns ab; so dauerhaft wie die Sonne sollte die Herrschaft der Kaiserfamilie sein.
Julia Domnas Großneffe Kaiser Elagabal (218–222) war Elagabal-Priester und führte den Elagabal-Kult in Rom als Staatsreligion ein. So kam es vorübergehend zu einer Vermischung mit dem bereits bestehenden Kult des Sol invictus (die Bezeichnung Invictus Sol Elagabalus ist inschriftlich bezeugt).
Dem heiligen Stein, den der Gott vom Himmel herabgesandt haben sollte (nicht unähnlich dem Stein in der Kaaba in Mekka), ließ man einen großen Tempel in Rom errichten, das Elagaballium. Viele Römer lehnten jedoch den syrischen Kult ab, und mit der Ermordung Kaiser Elagabals 222 verschwand er in dieser Form aus Rom; der Stein wurde wieder in den Elagabal-Tempel von Emesa gebracht. Der einheimische Sol-Kult blieb hingegen bestehen.
Zeitweilig bestand in der Forschung die Ansicht, Sol invictus sei im Gegensatz zu Sol Indiges eine aus dem Orient eingeführte Gottheit und seinem Ursprung nach mit Elagabal gleichzusetzen. Später ist man zur heute herrschenden Überzeugung gelangt, dass auch Sol invictus der alte römische Sol ist. Der Elagabal-Kult zeigt besondere markante Merkmale, die als unrömisch empfunden wurden und mit Sol nichts zu tun haben. Eine gewisse Vermischung von Sol und Elagabal wurde wohl nur von Elagabal-Anhängern betrieben, ein bleibender Einfluss ist nicht erkennbar. Ein Unterschied besteht auch darin, dass der Elagabal-Kult sich nicht mit dem Kaiserkult vermischte, was beim Sol-Kult der Fall war. Schon Caracalla wurde inschriftlich als Sol invictus imperator bezeichnet; Kaiser Elagabal hingegen nannte sich selbst nie Elagabal, diesen Namen erhielt er von Gegnern erst nach seinem Tod. In Syrien geriet der Gott Elagabal nicht in Vergessenheit; der dortige Thronprätendent Uranius Antoninus setzte 254 das Bild des heiligen Steins auf seine Münzen.
Während der Zeit der Soldatenkaiser (235–285) kommt der Sonnenkult des Sol invictus in der Herrschaftsrepräsentation der einzelnen Kaiser wieder auf und bleibt populär.

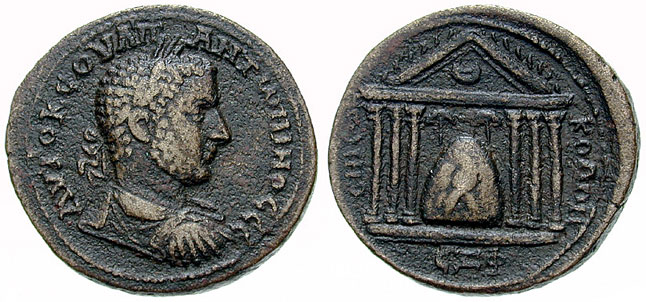
Darstellung des Tempels des Elagabal auf einer Münze des Usurpators Uranius Antoninus von 254

Kaiser Gordian III. (238–244) legte besonderen Wert auf die Verbindung seiner Herrschaft mit dem Sonnenkult. Er stellte als erster Soldatenkaiser den Sonnengott Sol mit seinen beiden Eigenschaften oriens und aeternitas auf Münzen dar. Die Münzen verfolgen mit ihren Darstellungen ein herrschaftslegitimierendes Ziel für Gordian III.: Die Aspekte aeternitas und oriens sollen den Kaiser zum Symbol eines anbrechenden, neuen saeculum aureum machen. So wie Sonne strahlend einen neuen Tag einleitet, wird mit oriens der Kaiser zum Garant für einen strahlenden Neubeginn erhoben. Mit aeternitas wird die Dauerhaftigkeit seiner Herrschaft betont. Gleichzeitig sucht sich Gordian III. Legitimierung aus der Kontinuität des Reiches und des Prinzipats.
Dabei ging es ihm um die Herrschaftslegitimation – so zeigt ein Medaillon, wie er vom Sonnengott den Globus als Zeichen der Weltherrschaft erhält – sowie um die schon von den Severern betonte Programmatik der Dauerhaftigkeit. Das Motiv der Übergabe des Globus, wobei Sol zum Garanten der Weltherrschaft wird, wurde von späteren Herrschern wieder aufgegriffen. Auffällig ist, dass Kaiser und Gott auf dem Medaillon in gleicher Größe erscheinen; zuvor war es bei solchen Darstellungen üblich, den Menschen deutlich kleiner abzubilden als den Gott. Hinzu kam bei Gordian bzw. den Beratern des jugendlichen Kaisers die Hervorhebung einer weiteren Parallele zwischen Gott und Herrscher: Der eigene Regierungsantritt wurde mit einem Sonnenaufgang verglichen; nach einer finsteren Nacht sollte eine neue, glanzvolle und glückliche Epoche beginnen. Der Vergleich des Regierungsbeginns mit einem Sonnenaufgang hatte schon im 1. Jahrhundert in kaiserlicher Selbstdarstellung eine Rolle gespielt.
In der Münzprägung taucht die Bezeichnung des Sonnengotts als invictus erstmals unter Kaiser Gallienus (253/260–268) auf. Die Sieghaftigkeit des Sol war ein Aspekt des Kults, der in der Folgezeit noch stärker in den Vordergrund trat.

## Sol invictusals orientalischer Reichsgott

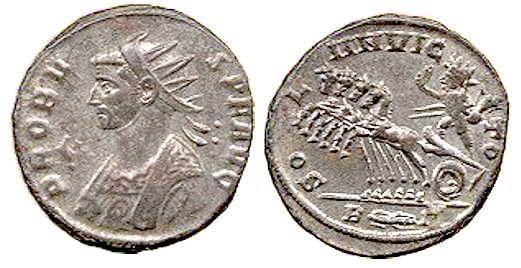
Münze des Kaisers Probus (276–282) mit Sol invictus auf einer Quadriga

Kaiser Aurelian besiegte 272 bei Emesa das Heer der palmyrenischen Herrscherin Zenobia und begab sich dann in den dortigen Elagabal-Tempel, um dem Gott für Hilfe in der Schlacht zu danken. Er betrachtete den Sonnengott fortan als seinen persönlichen Schutzherrn (auf Münzen: conservator Augusti, „Bewahrer des Kaisers“), wobei er offenbar keine spezielle lokale Erscheinungsform des Sonnenkults im Sinn hatte. Zwei Jahre später erhob er Sol zum „Herrn des Römischen Reichs“ (dominus imperii Romani), richtete für ihn einen Staatskult ein und baute ihm einen Tempel auf dem campus Agrippae, der zum Campus Martius gehörte. Der Tempel des Sol wurde am 25. Dezember 274 eingeweiht. Alle vier Jahre wurden zu Ehren des Gottes Wettkämpfe abgehalten. Seine Priester stammten aus den vornehmsten Familien Roms. Mit dem neuen Staatskult knüpfte Aurelian an die bestehende einheimische Sol-Verehrung an und nicht an den fremden Elagabal-Kult, setzte aber mit der Verbindung zur kaiserlichen Siegesmacht einen neuen Akzent. Der neue Staatskult wurde allgemein positiv aufgenommen; offenbar entsprach er einem Bedürfnis der Zeit. Der nach verbreiteter Ansicht von Aurelian reichsweit eingeführte Feiertag – der erstmals beim Chronographen von 354 erwähnte Geburtstag des Sonnengottes am 25. Dezember – erwies sich als so populär, dass er möglicherweise die Festlegung des christlichen Weihnachtsfestes auf dieses Datum nach sich zog. Doch sind weder die Bedeutung des 25. Dezember für den Kult des Sol invictus abschließend geklärt noch die Frage, ob das Weihnachtsfest als Reaktion auf das Solfest mit dem Datum verbunden wurde oder eine umgekehrte Abhängigkeit vorliegt.
Sol galt vielfach als höchster und mächtigster Gott, seine Verehrung trug damit oft henotheistische Züge. Daneben war damals im Reich der orientalische Kult des Mithras populär, besonders unter den Soldaten. Er wurde aber nie Staatsreligion und ist nicht mit der Sol-Verehrung verschmolzen, sondern wurde als etwas anderes betrachtet, obwohl die Mithras-Anhänger ebenso wie die Elagabal-Anhänger ihren Gott auch Sol invictus nannten.

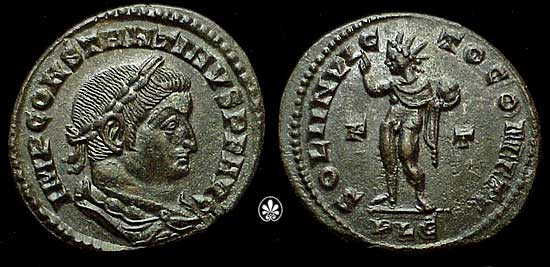
Konstantin der Große (306–337) als Sol invictus. Geprägt ca. 309–310 in Lugdunum. Sol stehend mit dem Gesicht nach rechts, rechte Hand erhoben, den Globus in der linken.

Die folgenden Kaiser setzten die von Aurelian begründete Tradition mit unterschiedlichem Nachdruck fort. Kaiser Probus (276–282) zeigte eine Vorliebe für die erstmals unter Gallienus bezeugte, auch später beliebte Bezeichnung des Sol invictus als comes („Begleiter“) des Herrschers auf Münzen („Sol-comes-Münzen“); ein anderer damals häufiger Münztyp („Sol-oriens-Typ“) verkündete den Anbruch glücklicher Zeiten als „Sonnenaufgang“. Zahlreiche Privatinschriften, die zum Teil den Sonnen- mit dem Kaiserkult verbinden, zeugen von der Popularität der Sonnengottheit; gelegentlich wurde Sol „Imperator“ genannt. Unter Diokletian und seinem Mitherrscher Maximian standen zwar Jupiter und Hercules im Vordergrund, doch wurden weiterhin Sol-Münzen geprägt. Im frühen 4. Jahrhundert steigerte sich die staatliche Sol-Verehrung noch; Kaiser Licinius zeigte dabei besonderen Eifer, und auch Konstantin der Große verehrte ihn lange Zeit. Außerdem fand die bei den Verehrern des Mithras übliche Bezeichnung als Sol invictus Mithras kaiserliche Billigung; die Erneuerung eines Heiligtums des Sol invictus Mithras durch das Kaiserkollegium anlässlich der Kaiserkonferenz von Carnuntum im Jahr 308 ist inschriftlich bezeugt. Sol spielt im römischen Mithraismus eine sehr wichtige, aber unklare Rolle; teils scheint er, wie gesagt, mit Mithras verschmolzen zu sein, doch zugleich tauchen in den Kultstätten sowohl Sol als auch Mithras als getrennte Götter auf. Sol galt jedenfalls als die Gottheit, welche die Herrscher einsetzt.
Wohl in der zweiten Hälfte des 3. Jahrhunderts setzte der einflussreiche Schriftsteller Cornelius Labeo den Sonnengott, den er als höchste Gottheit betrachtete, mit verschiedenen traditionell verehrten Göttern gleich, darunter neben Zeus und Hades auch der altrömische Gott Janus.

## Geburts- und Festtag des orientalischenSol invictus
Als Geburtstag des Invictus (dies natalis Invicti) galt spätestens im 4. Jahrhundert der 25. Dezember. Auf dieses Datum hatte Gaius Iulius Caesar bei seiner Kalenderreform den kürzesten Tag des Jahres (lateinisch bruma) festgelegt, den Tag der Wintersonnenwende. Zu Caesars Zeit hatte dieser Tag aber noch keine religiöse Bedeutung.
Da ein Jahr des nach Caesar benannten Julianischen Kalenders im Mittel etwas länger ist als ein astronomisches Jahr, wanderte die Sonnenwende im Lauf der folgenden Jahrhunderte nach vorn; in der Spätantike erreichte sie den 21. Dezember. Die astronomische Verschiebung wurde bei der Einführung des Geburtstagsfestes jedoch nicht berücksichtigt; man hielt sich vielmehr an die Überlieferung, nach der ab dem 25. Dezember die Tage wieder länger werden.
Daher wurde dieser Tag unter Aurelian zum staatlichen Festtag der Geburt des Sonnengottes. Der älteste Beleg für den Geburtstag ist eine Notiz in einem ägyptischen Kalender, die wohl im späten 3. Jahrhundert eingetragen wurde. Dort wird zum 25. Dezember vermerkt: „Geburtstag der Sonne; das Licht nimmt zu“. Ein anderer Eintrag im selben Kalender verzeichnet jedoch die Wintersonnenwende für den 22. Dezember, denn dort war sie zur Entstehungszeit des Eintrags angekommen. Der Widerspruch ergibt sich daraus, dass der eine Eintrag den tatsächlichen astronomischen Sachverhalt wiedergibt, der andere das traditionelle kalendarische Datum. Zahlreiche Autoren, darunter auch spätantike christliche, hielten an der Annahme fest, dass der 25. Dezember als Datum der Wintersonnenwende anzusehen ist. Der Eintrag darf nicht als Beweis einer eigentlichen Feier des 25. Dezember gedeutet werden, da es sich nicht um einen Festkalender handelt, und er deshalb keine einzige Angabe von Feiertagen enthält.

## Ende des Sonnenkults
Kaiser Konstantin der Große war nach der Überwindung seines Gegners Maximian im Jahr 310 ein besonders eifriger Verehrer des Sol invictus, den er anscheinend mit Apollo gleichsetzte. Zuvor hatte er insbesondere den Herkules-Kult betrieben. Er sah sich als irdischen Repräsentanten des Sonnengottes, unter dessen unablässigem Schutz er zu stehen glaubte. Seine Münzprägung lässt seine enge Verbindung mit dem Gott erkennen. Nach seinem Sieg über den Usurpator Maxentius in der Schlacht an der Milvischen Brücke im Jahr 312 verwendete Konstantin weiterhin Sonnen-Motive, ersetzte aber die traditionelle religiöse Terminologie durch eine unbestimmtere. So hob er auf seinem Triumphbogen den Sol invictus noch bildlich hervor, nahm aber in der Inschrift des Bogens nicht namentlich auf ihn, sondern nur auf eine namenlose „Gottheit“ (divinitas) Bezug. Unter dieser Gottheit konnte Sol, aber auch die oberste Gottheit der neuplatonisch orientierten Philosophen oder der Gott der Christen verstanden werden. Nach dem Sieg über den Rivalen Licinius im Jahr 324 und der Erringung der Alleinherrschaft endete die Prägung von Sol-Münzen weitgehend; die letzte überlieferte Sol-Münze stammt aus dem Jahr 325.
Das nun an der Schwelle des endgültigen Sieges stehende Christentum der Spätantike ließ sich trotz der Übernahme einiger Elemente nicht mit der Sonnenreligion verschmelzen, sondern forderte deren Beseitigung und setzte sich damit schließlich durch. Eine vorübergehende Wiederbelebung des staatlichen Sonnenkults unter Kaiser Julian (361–363) konnte an dieser Entwicklung nichts ändern. Die Sonnenpriesterschaft bestand noch bis ins späte 4. Jahrhundert; 387 ist sie letztmals inschriftlich bezeugt. Spätestens seit dem Religionserlass Kaiser Theodosius’ I. vom 8. November 392 war der Kult illegal. Dennoch gab es noch im 5. Jahrhundert zahlreiche Sol-Verehrer; der Kirchenvater Augustinus von Hippo predigte gegen sie. Um die Mitte des 5. Jahrhunderts tadelte Leo der Große die damals noch bei „einfacheren Seelen“ in Rom verbreitete Gewohnheit, den 25. Dezember nur „wegen des Aufgangs der, wie sie sagen, neuen Sonne“ für verehrungswürdig zu halten. Überdies beklagte derselbe römische Bischof auch die anhaltende Verehrung vieler Christen für die Sonne; so sei es vielfach üblich, dass sich die Gläubigen nach dem Aufstieg zur Peterskirche umwandten, um sich vor der aufgehenden Sonne zu verneigen (serm. 27,3f.).
In der syrischen Stadt Baalbek (Heliopolis), einer Hochburg der paganen Kulte, endete die öffentliche Sol-Verehrung im dortigen Haupttempel erst, nachdem dieses Heiligtum mit dem Kultbild des Sol 554 oder 555 durch Blitzschlag – also nach damaliger Sichtweise durch göttliche Einwirkung – zerstört worden war. Auch nach dieser Katastrophe blieben die Sol-Anhänger in Baalbek aber noch jahrzehntelang in der Mehrheit, und noch im späten 6. Jahrhundert gab es im römischen Syrien einen von Anhängern des Sol invictus Mithras getragenen organisierten Widerstand gegen die Christianisierung, der von Kaiser Tiberios I. gewaltsam beendet wurde.

## Beziehung zum Christentum
Religionsgeschichtlich bedeutsam ist die Übereinstimmung des Sol-Feiertags am 25. Dezember mit dem christlichen Weihnachtsfest. Der Tag der Geburt Christi ist unbekannt; die Festlegung auf den 25. Dezember erfolgte um die Mitte des 4. Jahrhunderts, nach der Konstantinischen Wende. Diese Datierung findet sich erstmals im so genannten Chronographen von 354. Dass bereits Sextus Iulius Africanus im 3. Jahrhundert dem 25. Dezember eine Bedeutung zugemessen habe, lässt sich nicht belegen, wird aber indirekt aus den Fragmenten seines Werks erschlossen.
Früher waren für die Geburt Christi verschiedene andere Tage angenommen worden, die oft auch nicht im Winter lagen, sondern meist im Frühjahr. So geht zum Beispiel die Weihnachtsgeschichte davon aus, Jesus sei zu der Zeit geboren, zu der die Hirten nachts bei ihren Herden sind (Lukas 2,8) – also im Frühjahr, wenn die Lämmer geboren werden.
Da das Geburtstagsfest des Sol invictus im 4. Jahrhundert bekannt war, stellt sich die Frage, ob die Übereinstimmung des Datums von christlicher Seite gewollt war. Christus wurde metaphorisch oft mit der Sonne verglichen, zumal die biblische Verheißung „Aufgehen wird euch die Sonne der Gerechtigkeit“ auf ihn bezogen wurde. Schon im Jahre 243 hatte Pseudo-Cyprian in seiner Schrift De pascha computus gerade diese Bibelstelle für die Berechnung von Christi Geburtstag herangezogen, wobei er aber auf den 28. März kam.
Zwar hoben Autoren wie Maximus von Turin im vierten Jahrhundert zum Weihnachtstermin am 25. Dezember noch lobend hervor, dass es keine heidnischen Parallelfeste gebe. In späterer Zeit wurde jedoch das Weihnachtsfest tatsächlich auf das Geburtstagsfest des Sol invictus zurückgeführt. Ein Scholiast bei Dionysius bar Salibi († 1171) schrieb:

„Nach feierlichem Herkommen pflegten die Heiden am 25. Dezember das Geburtsfest des Sonnengottes … zu feiern und zur Erhöhung der Festlichkeit Lichter anzuzünden. An diesen festlichen Bräuchen liessen sie auch das Christenvolk theilnehmen. Da nun die Lehrer der Kirche die Wahrnehmung machten, dass die Christen an diesem Feste hiengen, kamen sie nach reiflicher Erwägung zu dem Entschluss, an diesem Tag… fortan das Fest des wahren Aufgangs (dh. Geburt), am 6. Januar aber das Fest der Erscheinung (Epiphanie) zu feiern.“

Obwohl sich die Annahme, dass der Feiertag des Sol invictus bewusst übernommen und „christianisiert“ worden sei, in der Forschung seit Hermann Usener allgemein durchgesetzt hat, wurden in den letzten Jahrzehnten erhebliche Zweifel an dieser These geäußert.
Auch die Ersetzung des Schabbats durch die christliche Feier des Sonntags, der 321 von Konstantin dem Großen als „verehrungswürdiger Tag der Sonne“ durch Erlass zum öffentlichen Ruhetag erklärt wurde, ist oft als Anlehnung an den Sonnenkult gedeutet worden. Die offizielle Benennung des Tages (dies solis), den die Christen meist als „Tag des Herrn“ (dies dominica) feierten, verwies explizit auf Sol. Jedoch wird der Sonntag als Tag, an dem die Christen die Auferstehung Jesu feiern, bereits bei den Autoren des Neuen Testaments (vgl. Markus 16,9  sowie Apostelgeschichte 20,7 ) und von Justin dem Märtyrer im 2. Jahrhundert erwähnt.
Die Frage nach Kontinuität zwischen Sol-Verehrung und christlichem Brauch spielt in der Gegenwart in Auseinandersetzungen um das Christentum eine Rolle. Für den Religionskritiker Karlheinz Deschner ist die Übereinstimmung des Weihnachtstags mit dem Festtag des Sol invictus ein Argument für die Einschätzung des Christentums als synkretistisch. Vertreter dieser Position wollen damit aufzeigen, dass das frühe nachapostolische Christentum Elemente älterer Religionen übernommen und mit der jüdisch-christlichen Tradition verschmolzen habe.

## Ikonographie

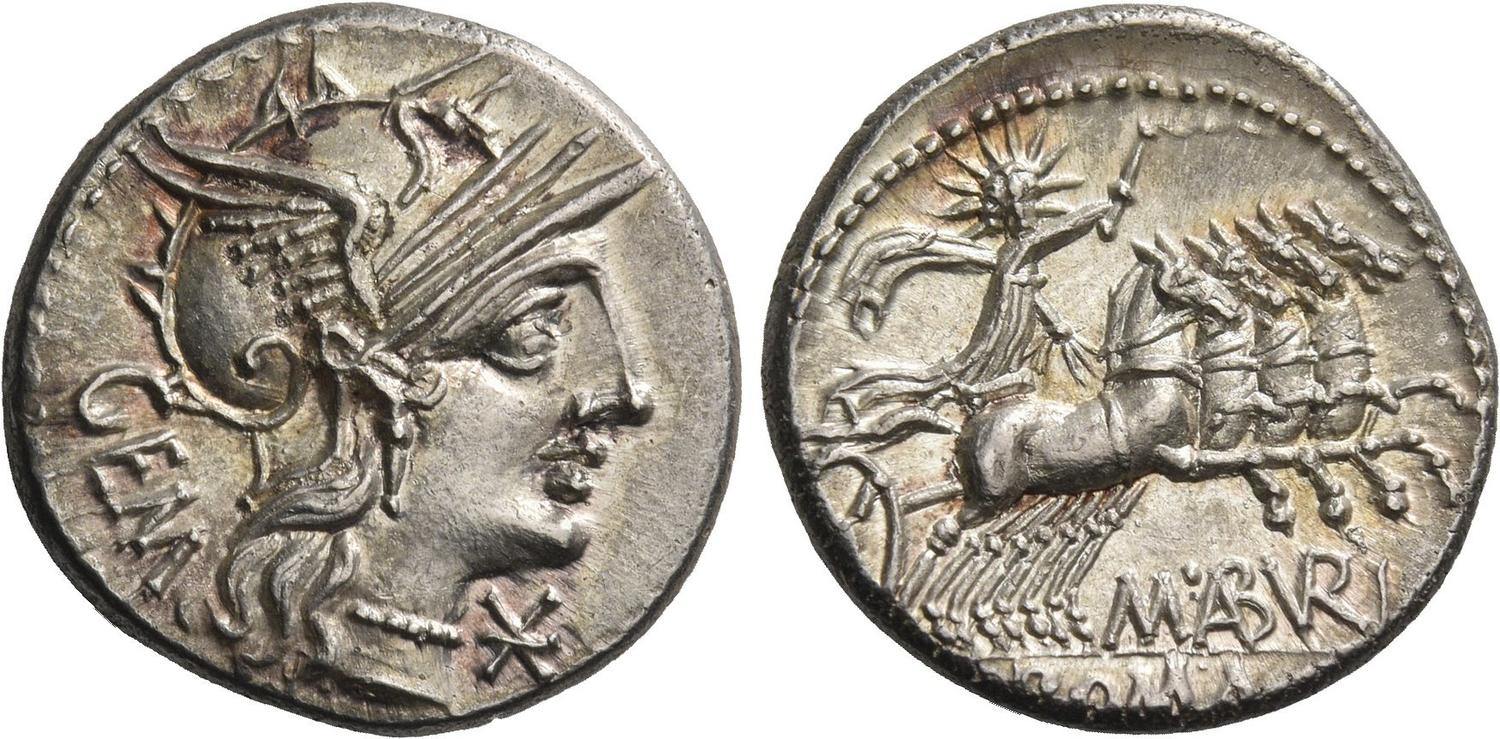
Denar aus dem Jahr 132 v. Chr. Rückseite: Sol in einer Quadriga mit Peitsche

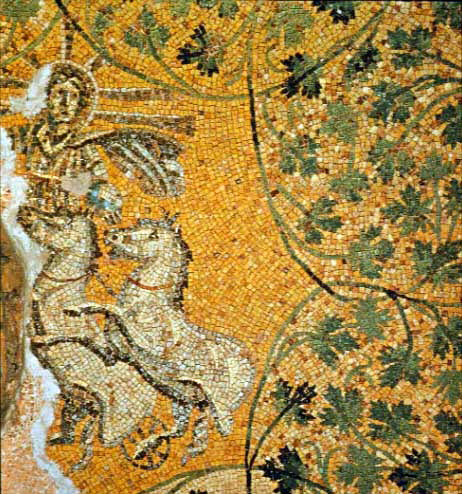
Mosaik des Christus als Sol Invictus in der Vatikanischen Nekropole, 3. Jahrhundert

Sol erscheint auf römischen Münzen erstmals ungefähr im späten 3. Jahrhundert v. Chr. mit strahlenbekränztem Haupt, ebenso wie schon auf weit älteren etruskischen Spiegeln. Eine Münze von 132 v. Chr. zeigt ihn auf dem mit vier Pferden bespannten Sonnenwagen (einer Quadriga). Diese Merkmale blieben auch in der Kaiserzeit wichtig.
Seit Kaiser Septimius Severus war es üblich, den strahlenbekränzten Gott mit erhobener rechter Hand und Peitsche in der Linken in seiner Eigenschaft als Wagenlenker, seit Caracalla auch mit der Weltkugel in der Hand abzubilden. Durch die anthropomorphe Darstellung unterscheidet sich Sol invictus von Elagabal, der nie in Menschengestalt erscheint.
Der Sol invictus Aurelians und seiner Nachfolger ist gewöhnlich (wie schon auf den Münzen seiner Vorgänger) ein bartloser Jüngling mit Strahlenkranz, nur mit einem Mantel bekleidet, die rechte Hand erhoben, in der Linken die Peitsche oder die Weltkugel. Der Gott wird unter Aurelian aber auch mit Peitsche in der einen und Weltkugel in der anderen Hand oder die Weltkugel dem Kaiser übergebend oder auch mit dem Viergespann gezeigt. Auf Münzen Aurelians ist der Gott wie ein Kaiser mit gefangenen Feinden zu seinen Füßen dargestellt. So zeigt sich auch ikonographisch die Verschmelzung von Kaiser- und Sonnenkult, die bis zum Ende der Sol-Verehrung andauerte. Konstantin der Große ließ sich augenfällig wie der Sonnengott abbilden. Sogar auf bildlichen Darstellungen seiner christlichen Nachfolger kam noch traditionelle Sol-Symbolik vor. Unter Konstantin dem Großen erscheint Sol invictus meist stehend oder im Brustbild, aber auch mit der Quadriga oder mit Gefangenen, zuweilen mit dem Kopf des Serapis.
Ikonographische Indizien aus christlichen Grabstätten der Zeit vor Konstantin dem Großen lassen erkennen, dass es damals noch weniger Berührungsängste gab als später: Abbildungen des personifizierten Sonnengottes kamen im 3. Jahrhundert gelegentlich in der künstlerischen Ausstattung christlicher Gräber vor, sie wurden somit damals zumindest von manchen Christen nicht als anstößig empfunden. Ob Christus dabei nicht nur in einem metaphorischen Sinn, sondern auch ontologisch mit Sol identifiziert wurde, ist jedoch unklar. Berühmt ist ein Gewölbemosaik des 3. Jahrhunderts im Mausoleum der Julier in der Vatikanischen Nekropole. Es zeigt einen als Christus zu deutenden Sol mit Nimbus und Strahlenkranz im von Ost nach West fahrenden Sonnenwagen; in der linken Hand hält er die Weltkugel. Diese Darstellung entspricht genau der traditionellen Sol-Ikonographie.